# 高知県立高知城歴史博物館
高知県立高知城歴史博物館（こうちけんりつこうちじょうれきしはくぶつかん、英：Kochi Castle Museum of History）は、高知県高知市追手筋にある、歴史博物館。
前身の土佐山内家宝物資料館を引き継いで、2017年（平成29年）3月4日に開館され、主に高知県の歴史、とりわけ近世・近代の歴史（幕末～明治維新、現代まで）について研究・展示する博物館である。
通称、城博（じょうはく）。

## 概要
以下、公式ウェブサイトより。
国宝や重要文化財を含む約6万7千点に及ぶ土佐藩主山内家伝来の貴重な資料を中心に、土佐藩・高知県ゆかりの歴史資料の数々を収蔵・展示する本格的な博物館となっている。
実物資料を中心に、体験型展示や映像、メディア機器などで、大人から子供まで楽しみながら歴史を学ぶことができるほか、年間を通してテーマや季節にそった多彩な企画展や催し物も開催しているため、来館の度に土佐の歴史文化の新たな魅力を体感できる。
迫力ある高知城の姿を目の前にのぞむ展望ロビーは必見とされ、日曜市やひろめ市場で賑わう商店街にも隣接し、博物館とあわせて城下町をまるごと楽しむことができる。

## 沿革
- 2017年（平成29年）
  - 3月4日 - 開館。
  - 10月24日 - 同日に高知県立春野総合運動公園体育館で開催された「第20回全国農業担い手サミットinこうち」に臨席するため、高知県を行啓（訪問）していた皇太子徳仁親王（現在の今上天皇）が視察[3]。
- 2018年（平成30年） - 日本建設業連合会主催の第59回BCS賞を受賞[4]。

## 利用情報
開館時間
- 月～土曜日：9:00〜18:00、日曜日：8:00～18:00
  - 展示室への入室は17:30まで。

休館日
- 12月26日〜12月31日、ほか臨時休館あり。

観覧料
- 高知城歴史博物館のみの観覧の場合
  - （2020年12月まで中止）企画展開催期間中：個人700円、団体（20名以上）560円
  - 企画展を開催していない期間：個人500円、団体（20名以上）400円
- 年間観覧券
  - 2,000円（購入日から1年間有効）
- 高知城歴史博物館・高知城をセットで観覧する場合（セット券）
  - （2020年12月まで中止）高知城歴史博物館企画展開催期間中：個人890円
  - 高知城歴史博物館企画展を開催していない期間：個人730円
- 高校生以下は無料（窓口で名札や学生証等の提示必要）。
- 高知県長寿手帳・高知市長寿手帳所持者は無料（窓口で長寿手帳の提示必要）。
- 身体障害者手帳、療育手帳、精神障害者保健福祉手帳、戦傷病者手帳、被爆者健康手帳所持者と介護者1名は無料（窓口で各手帳の提示必要）。
- 高知県知事が発行する高知県観光特使の名刺を持参し裏面を提示した者とその同行者4人まで無料。

## 交通
- とさでん交通の電車・バスで「高知城前停留場」下車 徒歩約5分